# 落合町 (岡山県)
落合町（おちあいちょう）は、岡山県の中部、真庭郡（旧・真島郡）に位置した町。現在は合併により真庭市となった。町名は旭川と備中川が落ち合うことに由来する。
旧町役場は真庭市役所落合庁舎して本庁機能の一部が置かれたが、久世に新本庁舎が竣工後は落合支局（後に落合振興局に改称、2016年3月22日に落合総合センターへ移転）として使用された。

## 地理
岡山県の中部、吉備高原の北部に位置し山林で占められていた。旭川と備中川が合流する地点は小盆地を形成し町の中心となっている。中国自動車道と米子自動車道が町内の落合ジャンクションで分岐し中国自動車道には落合インターチェンジも設置されており、遠方からのアクセスも良い事から真庭郡内では県営工業団地が立地するなど比較的事業所も多く、合併し真庭市となった自治体中最多の人口を擁する。特産品として、落合羊羹（高瀬舟羊羹）が広く知られている。

## 歴史
- 1889年（明治22年）6月1日 - 町村制施行により、真島郡垂水村、向津矢村が合併して落合村となる。
- 1897年（明治30年）5月26日 - 町制を施行して落合町（初代）となる。
- 1900年（明治33年）4月1日 - 真島郡と大庭郡が合併して真庭郡となる。
- 1904年（明治37年）6月1日 - 真庭郡落合町（初代）、瀬田河村、天津村が合併して落合町（2代）となる。
- 1955年（昭和30年）1月1日 - 真庭郡落合町（2代）、津田村、木山村、美川村、河内村、川東村が合併して落合町（3代）となる。
- 1961年（昭和36年）10月1日 - 大字吉の一部を久米郡旭町へ編入。
- 2005年（平成17年）3月31日 - 真庭郡落合町（3代）、勝山町、久世町、湯原町、川上村、八束村、中和村、美甘村、上房郡北房町が合併して真庭市となる。同日落合町廃止。

## 町長
- 井手毛三：1908年 - 1928年

## 大字
現在は真庭市の大字として継承されているが、落合町の中心地であった垂水のみ真庭市成立時に落合垂水に改称されている。
| 旧落合村 |          |            |
| 垂水     | たるみ   | 〒719-3144 |
| 向津矢   | むかつや | 〒719-3126 |

| 旧瀬田河村 |            |            |
| 開田       | かいで     | 〒719-3111 |
| 上市瀬     | かみいちぜ | 〒719-3141 |
| 下市瀬     | しもいちぜ | 〒719-3143 |
| 西河内     | にしごうち | 〒719-3145 |
| 旧天津村   |            |            |
| 影         | かげ       | 〒719-3112 |
| 杉山       | すぎやま   | 〒719-3113 |
| 高屋       | たかや     | 〒719-3114 |
| 中         | なか       | 〒719-3115 |
| 日名       | ひな       | 〒719-3116 |
| 福田       | ふくだ     | 〒719-3117 |

| 旧津田村 |                  |            |
| 上山     | うえやま         | 〒719-3131 |
| 田原山上 | たはらさんじょう | 〒719-3132 |
| 旦土     | だんど           | 〒719-3133 |
| 野原     | のはら           | 〒719-3134 |
| 舞高     | まいたか         | 〒719-3135 |
| 吉       | よし             | 〒719-3136 |
| 旧木山村 |                  |            |
| 鹿田     | かつた           | 〒719-3152 |
| 木山     | きやま           | 〒719-3142 |
| 下方     | しもがた         | 〒719-3155 |
| 日野上   | ひのうえ         | 〒719-3146 |
| 旧美川村 |                  |            |
| 一色     | いしき           | 〒719-3151 |
| 栗原     | くりはら         | 〒719-3153 |
| 佐引     | さびき           | 〒719-3154 |
| 関       | せき             | 〒719-3156 |
| 別所     | べっしょ         | 〒719-3157 |
| 旧河内村 |                  |            |
| 上河内   | かみごうち       | 〒719-3121 |
| 下河内   | しもごうち       | 〒719-3122 |
| 中河内   | なかごうち       | 〒719-3124 |
| 旧川東村 |                  |            |
| 赤野     | あかの           | 〒719-3101 |
| 大庭     | おおば           | 〒719-3102 |
| 古見     | こみ             | 〒719-3103 |
| 下見     | しもみ           | 〒719-3123 |
| 田原     | たはら           | 〒719-3104 |
| 西原     | にしばら         | 〒719-3105 |
| 野川     | のがわ           | 〒719-3106 |
| 平松     | ひらまつ         | 〒719-3107 |
| 法界寺   | ほうかいじ       | 〒719-3125 |

## 地域

### 教育

#### 小学校
- 落合町立天津小学校
- 落合町立上田小学校
- 落合町立上田小学校上山分校
- 落合町立落合小学校
- 落合町立川東小学校
- 落合町立木山小学校
- 落合町立木山小学校日野上分校
- 落合町立河内小学校
- 落合町立津田小学校
- 落合町立別所小学校
- 落合町立美川小学校

上記各校は現在、真庭市立となっている。

#### 中学校
- 落合町立落合中学校

上記各校は現在、真庭市立となっている。

#### 高等学校
- 岡山県立落合高等学校

## 交通

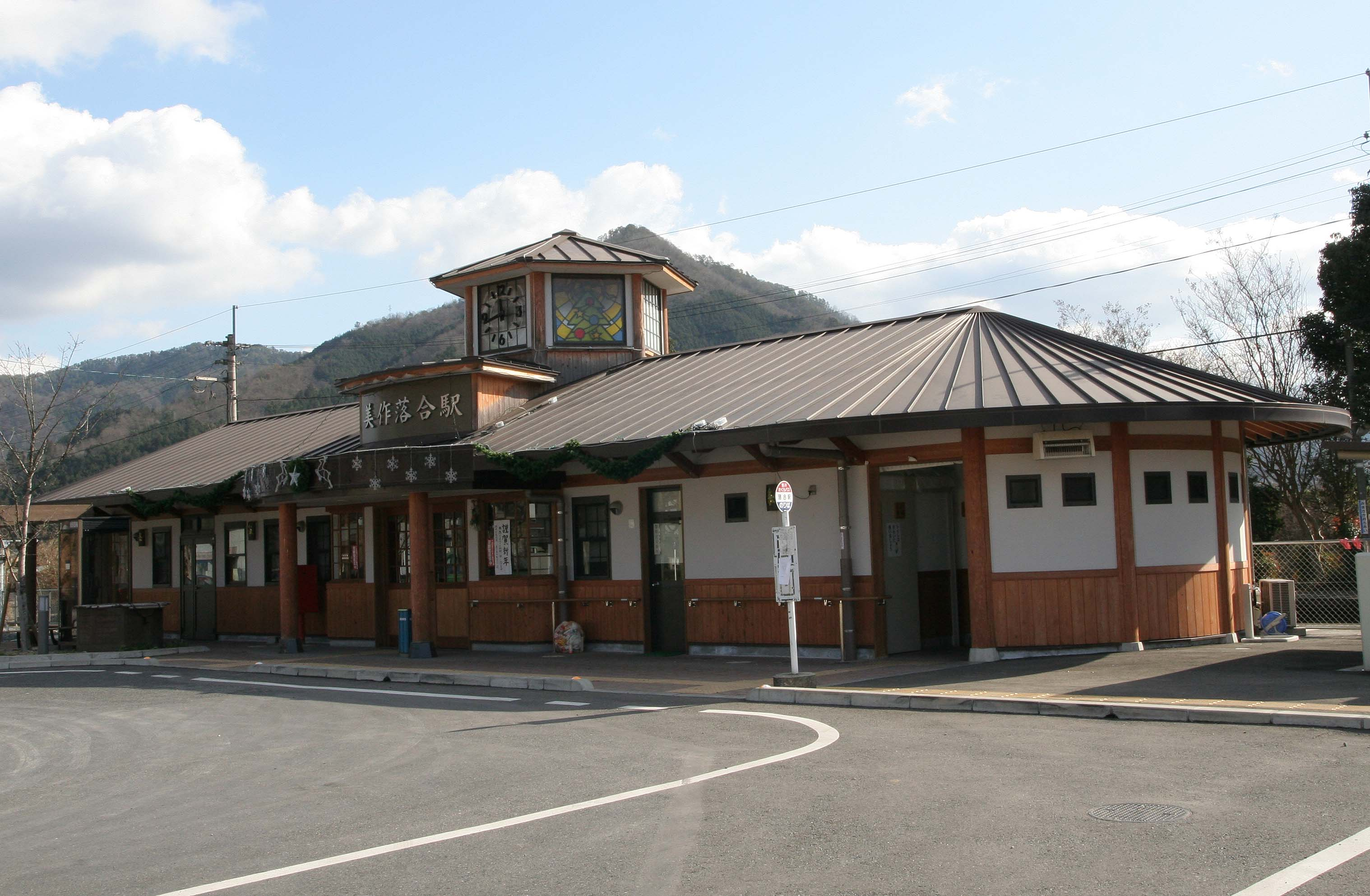
JR美作落合駅

### 鉄道
- 西日本旅客鉄道（JR西日本）
  - 姫新線 ： 美作追分駅 - 美作落合駅 - 古見駅

### 道路
- 町内を走る高速道路
  - 中国自動車道 ： 美作追分PA - 落合JCT - 落合IC - 真庭PA
  - 米子自動車道 ： 落合JCT
- 町内を走る一般国道
  - 国道181号
  - 国道313号
- 町内を走る県道
  - 岡山県道30号落合建部線
  - 岡山県道66号落合加茂川線
  - 岡山県道84号勝山栗原線
  - 岡山県道329号西原久世線
  - 岡山県道330号目木大庭線
  - 岡山県道332号栗原有漢線
  - 岡山県道333号上山旦土線
  - 岡山県道411号垂水追分線

## 名所・旧跡・観光スポット・祭事・催事
- 醍醐桜
- 塩滝

## 落合町出身の有名人
- 松崎天民（作家、新聞記者）
- 岸田敏志（シンガーソングライター）
- 向日かおり（ゴスペルシンガー）
- 加賀尾秀忍（教誨師）
- 木島京子（元山陽放送アナウンサー・現フリーアナウンサー）
- 生駒雷遊（活動写真弁士）